# Mark Pacini
Mark Pacini egy amerikai videójáték tervező. A Rochester Institute of Technologynél diplomázott, majd a Retro Studiosnál rendezte a kritikailag elismert Metroid Prime sorozatot. 2008 szeptemberében Todd Kellerrel együtt megalapították az Armature Studiót.

## Munkái
- NHL Breakaway 99 (1998) – Projekt menedzser
- Turok: Rage Wars (1999) – Projekt menedzser
- Metroid Prime (2002) – Rendező
- Metroid Prime 2: Echoes (2004) – Rendező
- Metroid Prime 3: Corruption (2007) – Rendező
- Metroid Prime: Trilogy (2009) – Külön köszönet
- Metal Gear Solid HD Collection (2012)
- PlayStation All Stars Battle Royale (2012) – Külön köszönet
- Batman: Arkham Origins Blackgate (2013) – Rendező
- ReCore (2016) – Rendező
- Resident Evil 4 VR (2021) – Rendező

## Múltja
- Retro Studios (Játék rendező), 2000 január – 2008 április
- Armature Studio (Vezető tervező), 2008 szeptember – napjainkig

## Fordítás
- Ez a szócikk részben vagy egészben  a   Mark Pacini című angol Wikipédia-szócikk fordításán alapul.  Az eredeti cikk szerkesztőit annak laptörténete sorolja fel. Ez a jelzés csupán a megfogalmazás eredetét és a szerzői jogokat jelzi, nem szolgál a cikkben szereplő információk forrásmegjelöléseként.